# Еутропија (принцеза)
Еутропија (лат. Eutropia , умрла 350.) била је римска племкиња, најпознатија као ћерка Констанција Хлора и Флавије Максимијане Теодоре, односно полусестра цара Константина Великог. Удала се за Вирија Непоцијана, конзула 336. године, коме је родила сина Непоцијана. Јуна 350. године, након смрти свог рођака Констанса I, Непоцијан је у сукобу са узурпатором Магненцијем себе у Риму прогласио новим царем. Међутим, Магненцијев генерал Марцелин га је после мање од месец дана поразио и наредио његово погубљење. Дан касније убијена је и Еутропија.